# Gerberga II (opatka w Gandersheim)

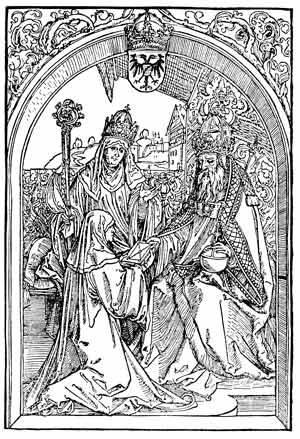
Albrecht Dürer, Hrotsvitha przekazuje Ottonowi I swoją pracę Gestae Ottonis. Na drugim planie stoi opatka Gerberga

Gerberga II (ur. ok. 940 r., zm. 13 lub 14 listopada 1001 r.) – księżniczka z dynastii Ludolfingów, opatka klasztoru w Gandersheim.

## Życiorys
Gerberga była córką księcia bawarskiego Henryka I i jego żony Judyty. Wcześnie została oddana do klasztoru w Gandersheim i od 956 r. była jego opatką. Politycznie wspierała swojego brata Henryka Kłótnika. Była wychowawczynią swojej następczyni Zofii. Gerberga pod koniec życia długo chorowała. Podczas odwiedzin u chorej siostry zmarł w 995 r. Henryk Kłótnik.

## Literatura
- Winfrid Glocker: Die Verwandten der Ottonen und ihre Bedeutung in der Politik, Böhlau Verlag Köln 1989, ISBN 3-412-12788-4